# RCOR1
RCOR1‏ (REST corepressor 1) هوَ بروتين يُشَفر بواسطة جين RCOR1 في الإنسان.